# Maguey Acuitzio
Maguey Acuitzio är en ort i Mexiko.   Den ligger i kommunen Tuzantla och delstaten Michoacán de Ocampo, i den södra delen av landet, 160 km väster om huvudstaden Mexico City. Maguey Acuitzio ligger 534 meter över havet och antalet invånare är 234.
Terrängen runt Maguey Acuitzio är kuperad åt sydost, men åt nordväst är den platt. Runt Maguey Acuitzio är det glesbefolkat, med 12 invånare per kvadratkilometer. Närmaste större samhälle är Tuzantla, 9,2 km nordost om Maguey Acuitzio. I omgivningarna runt Maguey Acuitzio växer huvudsakligen savannskog.